# توریچلا این سابینا
توریچلا این سابینا (به ایتالیایی: Torricella in Sabina) یک کومونه در ایتالیا است که در استان ریتی واقع شده‌است. توریچلا این سابینا ۲۵٫۸ کیلومتر مربع مساحت و ۱٬۳۶۲ نفر جمعیت دارد و ۶۰۴ متر بالاتر از سطح دریا واقع شده‌است.